# Ezio Manzini
Pour les articles homonymes, voir Manzini (homonymie).
 (avril 2019).
Ezio Manzini est un sociologue du design, auteur et professeur italien reconnu pour ses travaux sur le design pour l'innovation sociale et pour le développement durable.Il enseigne à l'Ecole polytechnique de Milan et y dirige l'unité de recherche Design and Innovation for Sustainability. Il enseigne également à l'Université des arts de Londres, à l'Elisava, à l'Université Tongji et à l'Université Jiangnan.
Ezio Manzini est le fondateur de DESIS, un réseau international sur le design pour l'innovation sociale et le développement durable.

## Carrière
Ezio Manzini a étudié à l'école polytechnique de Milan qu'il rejoindra plus tard comme enseignant. Il participe à plusieurs projets internationaux et coordonne notamment plusieurs formations : l’Unité de recherche DIS (conception et innovation pour la durabilité), le doctorat en design et le DES (Design de service) du Centre for Service Design.
Au cours des années 1980 et 1990, ses recherches ont porté sur le design industriel et sur le Strategic design (en). Il s'intéresse ensuite au design durable, au design de services et aux liens entre design et innovations sociales.
Dans ses publications, Manzini étudie les apports du design dans des projets d'innovation sociales qui, selon lui, conduisent vers des pratiques plus collaboratives et plus durables. Il s'intéresse notamment aux méthodes de design, tels que la création de scénarios ou de moodboard, qui permettent d'englober la qualité environnementale et sociale des projets .
Dans l'édition 2015 du livre Design, When Everybody Designs, il théorise le design diffus qui considère que tout le monde peut pratiquer le design. Il questionne le rôle du designer expert et suggère que les différents acteurs d'un projet puissent prendre part à la conception.
En 2009, Manzini fonde DESIS, un réseau international d'écoles de design et d'organisations associées travaillant sur des initiatives et des projets de design et d'innovation durables .
Ezio Manzini a été vice-président de la Domus Academy dans les années 1990 puis professeur de design au sein du programme Distinguished Scholars de la Hong Kong Polytechnic University en 2000. Il a reçu des titres honorifiques dans plusieurs universités, notamment un doctorat honorifique en beaux-arts de la New School et Goldsmiths de l'Université de Londres ; professeur honoraire à la Glasgow School of Art ; et membre du Centre australien pour la science, l'innovation et la société à l'Université de Melbourne.

## Récompenses
- Compasso d'Oro, 1987, 2016
- Prix pour l'innovation (Ministère italien de l'innovation), 2010
- Prix Sir Misha Black, 2012

## Publications
- The Material of Invention, The MIT Press, 1986
- Artifacts: Towards a New Ecology of the Artificial Environment, Domus Academy, 1990
- Solid Side: The Search for Consistency in a Changing World (with Marco Susani), V+K Publishing, 1995
- Sustainable Everyday: Scenarios of Urban Life (avec François Jégou), Edizioni Ambiente, 2003
- Spark! Design and Locality (avec Jan Verwijnen, Hanna Karkku, et John Thackara), University of Art and Design Helsinki, 2004
- Collaborative Services: Social Innovation and Design for Sustainability (avec François Jégou), POLI.design, 2008
- Design for Environmental Sustainability (avec Carlo Vezzoli), Springer, 2008
- Design, When Everybody Designs: An Introduction to Design for Social Innovation, The MIT Press, 2015
- Politics of the Everyday, Bloomsbury, 2019